# Osificación endocondral

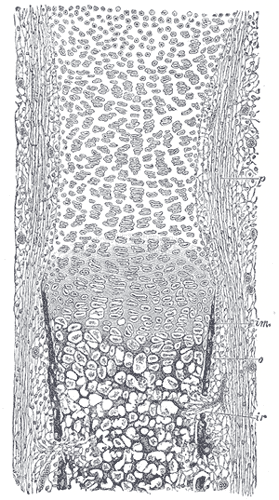
Sección de un hueso fetal de Gato.

La osificación endocondral es uno de los procesos en el desarrollo del sistema esquelético en los fetos, y que concluye con la producción del tejido óseo a partir del tejido cartilaginoso. Los huesos, durante el desarrollo embrionario, son un molde de cartílago hialino que va siendo progresivamente reemplazado por tejido óseo. El término "endocondral" significa que el proceso se realiza desde el interior hacia el exterior. El proceso inverso, en el que la osificación se produce desde el exterior del cartílago (pericondrio) se denomina pericondral. La osificación endocondral también es esencial en la formación y crecimiento longitudinal de huesos largos, concretamente el esqueleto apendicular, axial y la mandíbula. 
Existe otro proceso del desarrollo de los huesos distinto, que no implica cartílago y se denomina osificación intramembranosa. En ella no hay tejido calcificado, y la osificación se produce a partir de una membrana, que forma hueso (periostio). El periostio no solo genera hueso sino que también lo reabsorbe, permitiendo la remodelación.

## Proceso de osificación pericondral
Durante el proceso, las células del pericondrio se vuelven osteógenas, transformándose éste en periostio (capa de células que recubrirá externamente todo el hueso) y se deposita una capa de hueso subperióstico. Así se forma un anillo alrededor de la zona central del molde cartilaginoso, el llamado anillo de osificación o pericondral.
El anillo pericondral rodea externamente a la placa de crecimiento, ocupando las zonas de transición entre los cartílagos epifisiarios y el centro primario de osificación. Se compone de tres regiones:
- Región ósea: hay hueso membranoso que forma un cilindro alrededor de la placa de crecimiento. Adosado externamente hay una capa de osteoblastos que generan el hueso. El cilindro óseo no mantiene continuidad con el hueso cortical de las diáfisis, porque se encuentran osteoclastos que  lo reabsorben.

- Región celular: hay gran densidad de células que en la zona media parecen indiferenciadas, mientras que en la zona más próxima a las diáfisis son semejantes a los osteoblastos.

- Región fibrosa: posee haces paralelos de fibras colágenas, en donde se disponen los fibroblastos de manera ordenada. Se continúa con el revestimiento fibroso de la diáfisis y de la epífisis. Tiene dos funciones principales. La primera de ellas es mecánica, haciendo de soporte lateral de la placa de crecimiento por la formación de la barra ósea. En la segunda función, ayuda al crecimiento de la placa y de la metáfisis por transformación de las células mesenquimatosas en condroblastos y osteoblastos.